# 死亡醫生 (電影)
《死亡醫生》（英語：You Don't Know Jack）是亚当·马泽编剧、巴里·莱文森执导的2010年电视传记片，艾尔·帕西诺、約翰·古德曼、丹尼·休斯頓、蘇珊·莎蘭登和布伦达·瓦卡罗担纲演出。
这部电影生动展现密歇根州奥克兰县前病理学家杰克·凯沃基安博士为帮助身患绝症和极度残疾者结束生命所做的努力。直言不讳的凯沃基安成为两极化的争论人物，在媒体上他经常被称为「死亡博士」。他姐姐Margo Janus是他长期好友兼医疗技术员，Neal Nicol和Janet Good则从旁协助，后者创立了铁杉密歇根州东部密歇根州分会。根据公认的说法，他协助130人离世。
凯沃基安经历四次审判都没被定罪，但是因为他在最后一名患者Thomas Youk于1998年8月去世时扮演了前所未有的直接角色，而他被判二级谋杀罪，并处刑10至25年监禁。在服刑8年多后于2007年6月获释。
《死亡醫生》剧本主要是根据尼尔·尼科尔和哈里·怀里的著作《Between the Dying and the Dead》改编，这部电影获得了无数提名，艾尔·帕西诺以其饰演凯沃基安获得了黄金时段艾美奖、金球奖和电影演员协会奖。佳评如潮，影片评论网站爛番茄上的评级为83％。

## 奖项
这部电影获得15项黄金时段艾美奖提名，并获得两项大奖：帕西诺的迷你剧或电影的杰出男主角和亚当·马泽的迷你剧、电影或戏剧特别奖的杰出写作。帕西诺的演出也赢得金球奖和电影演员协会奖。

## 外部連結
- 官方网站（英文）
- 開眼電影網上《死亡醫生》的資料（繁體中文）
- AllMovie上《You Don't Know Jack》的资料（英文）
- 互联网电影数据库（IMDb）上《You Don't Know Jack》的资料（英文）
- 爛番茄上《You Don't Know Jack》的資料（英文）